# Häljalt
Häljalt är en bebyggelse i Oderljunga socken i Perstorps kommun belägen vid länsväg 108 cirka en mil norr om Perstorp. SCB avgränsade från 1990 till 2023 här en småort. 2023 klassades bebyggelsen som en del av tätorten  Oderljunga.

## Näringsliv
I orten finns Bathso Maskin AB. Tidigare fanns även Multiplan.
Johansson Grus & Mark Entreprenad AB finns i Häljalt.